# Raymond Berthillon

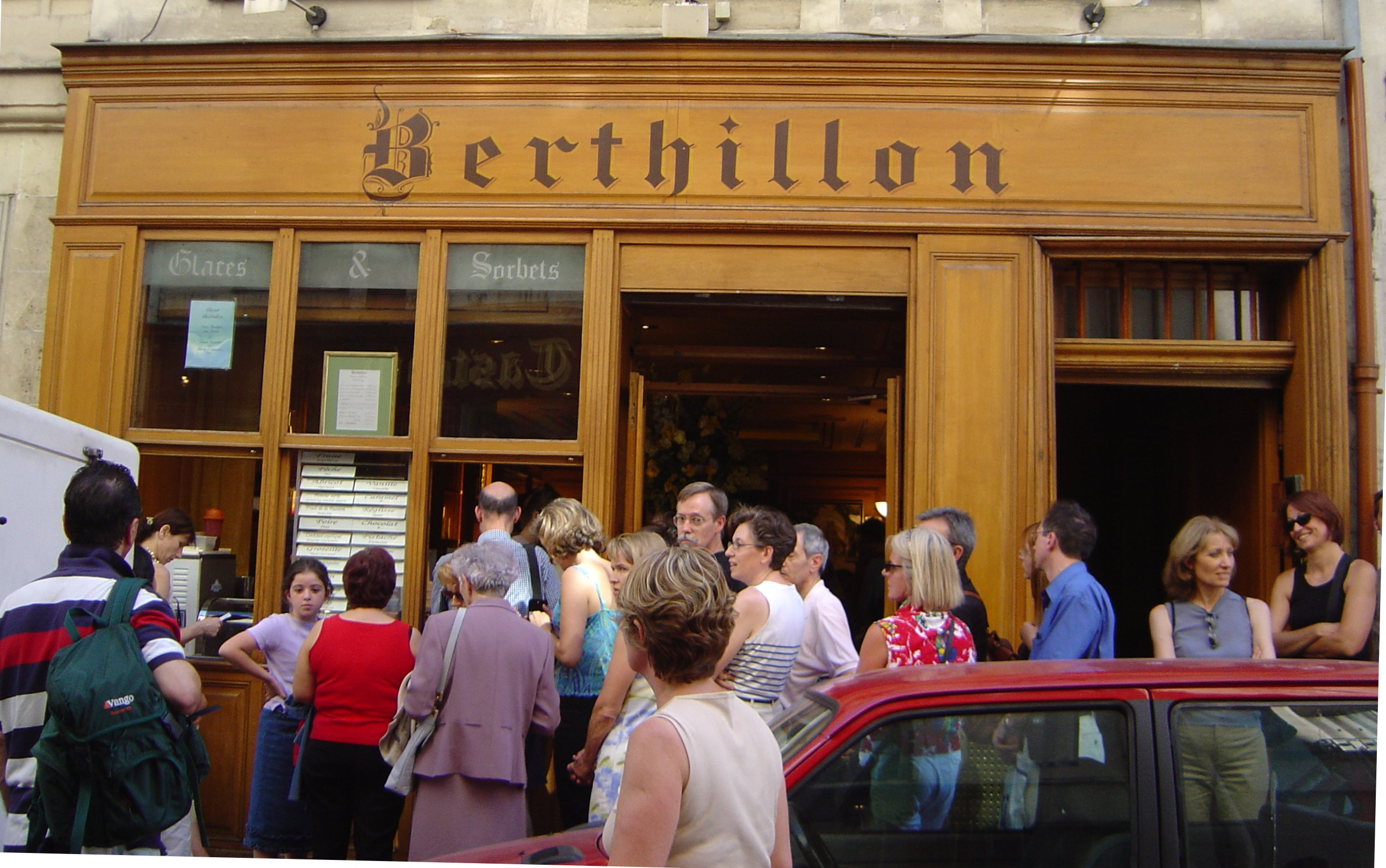
Das Eisrestaurant Berthillon in Paris

Raymond Berthillon (* 9. Dezember 1923 in Fleury-la-Vallée, Département Yonne; † 9. August 2014 in Paris) war ein französischer Speiseeishersteller.
Der Sohn eines Konditors erlernte seinen Beruf von 1940 bis 1946 in Nitry und danach bis 1949 in Courbevoie. 1954 eröffnete er im Pariser 14. Arrondissement ein Eisrestaurant, das 1961 im Gault-Millau lobend erwähnt wurde, und seither fester Bestandteil von Reiseführern über Paris ist.
Berthillon galt als einer der besten Eishersteller der Welt. Im Jahr 2013 erwirtschaftete sein Geschäft, das traditionell im August geschlossen ist, einen Gewinn von 591.000 Euro bei einem Umsatz von 4 Mio. Euro.